# Nicolas Corbillé
Nicolas Corbillé, né le 10 mai 1755 à la Chapelle-des-Marais dans le diocèse de Nantes, et mort le 14 avril 1794 à Bouvron (Loire Inférieure), est un prêtre catholique du diocèse de Nantes. Ayant refusé de prêter serment à la constitution civile du clergé, il exerce clandestinement son ministère. Dénoncé, il est arrêté par un détachement militaire et fusillé à Bouvron, adossé le long du mur de l'église. Il fut aussi le premier maire de Bouvron. 

## Biographie
Nicolas Corbillé est né le 10 mai 1755 à la Chapelle des Marais, dans l'actuelle nord-ouest de la Loire-Atlantique, au nord des marais de Brière, de Pierre Corbillé (1714-1799) et Catherine Perio (1713-1780). Il est ordonné prêtre le 9 mai 1781 et nommé vicaire à Bouguenais. Il est nommé vicaire à Bouvron en 1785.  
Au début de la Révolution, en 1789, le clergé est représenté à Bouvron par François Siméon Delamarre, curé depuis 1770, âgé de 66 ans et Nicolas Corbillé, jeune vicaire depuis 4 ans, âgé de 34 ans. Deux autres religieux desservent des chapelles : Guillaume Lacour, frère, est le desservant de la chapelle Saint-Julien et l'abbé Leflochmoën officie à la chapelle Saint-Mathieu du château de Quéhillac.
La tradition orale de Bouvron rapportait que Nicolas Corbillé fut le premier maire de Bouvron sans qu'aucun document d'archive ne puisse le prouver. La période troublée des débuts de la révolution jusqu'à la Terreur à Bouvron fait que le mémorial des maires est inexact et ne transcrit pas les deux premièrs maires de la création de la municipalité de Bouvron. On sait désormais que Nicolas Corbillé fut le premier maire de Bouvron comme l'atteste sa signature "Corbillé maire" sur le rôle de capitation de Bouvron du 23 juillet 1790, où il signe avec plusieurs officiers municipaux : Mathurin Pirio de Bardou, Mathurin Maillard, Louis Éon du Bourg, Jean-Baptiste Rolland du Halliou, Jacques Cocaud, Mathurin Pineau et Guillaume Maillard.
Dès le début de la Révolution, l'Assemblée refuse de reconnaitre le catholicisme comme religion d'État. La constitution civile du clergé, votée par l'Assemblée constituante le 12 juillet 1790, impose aux prêtres de prêter serment à la Constitution. Le curé de Bouvron, François Delamarre, refuse. Son vicaire Nicolas Corbillé, propose au district de Savenay de signer un texte modifié, ce qui lui est refusé.
En juin 1791, le directoire du département ordonne aux prêtres non assermentés de se retirer à Nantes ou à au moins trois lieues (environ 12 km) de leur paroisse. Nicolas Corbillé quitte vraisemblablement Bouvron le 27 juin 1791. Il est remplacé dans sa fonction par le prêtre desservant la chapelle du château de Quéhillac, l'abbé Leflochmoën. 

Quelques semaines plus tard, le directoire du département, qui envisage l'installation d'un prêtre assermenté à Bouvron, le considère comme un individu suspect de nature à entrainer les paroissiens vers la sédition. 
" son retour et sa présence au moment où la nomination d'un prêtre constitutionnel et dans l'intervalle de son élection peuvent avoir pour but que de préparer les esprits, de prévenir les paroissiens de Bouvron contre leur nouveau curé et de les exciter peut-être à la sédition " 
La mise en place du clergé constitutionnel se heurte à l’hostilité des populations et le département intensifie la chasse aux réfractaires. Le 12 mars 1792, les gendarmes viennent arrêter le curé François Delamarre. Emprisonné à Savenay puis dénoncé alors qu'il se cachait à Nantes, il fut noyé en Loire le 16 novembre 1793.    

Nicolas Corbillé poursuit alors son ministère dans la clandestinité. 
"il n'a pas quitté la paroisse de Bouvron, il se tient déguisé tantôt sous le costume d'un mendiant, tantôt sous celui d'un matelot.. prêche le fanatisme, la désobéissance à la loy et la révolte ... il dit la messe dans des maisons particulières ... que même jeudi dernier 17 de ce mois, jour de l'ascension, il a dit la messe dans l’église paroissiale, a confessé quantité de personnes et fait des baptêmes d'enfants" 
il avait fait annoncer cette messe par Olivier Bessac de Sordéac,  "qui outre cela fait le docteur de village et cause le plus grand désordre dans la paroisse". La municipalité est accusée de complicité et le rapport se termine en déclarant "qu'il est d'un intérêt des plus pressants d'arrêter la marche audacieuse du sieur Corbillé, la marche anticivique de la municipalité et celle désordonnée d'Olivier Bessac qui ont produit les effets les plus terribles dans la paroisse de Bouvron". 
En mars 1793, à l'annonce de la levée de 300 000 hommes, décrétée par la Convention, les habitants de Bouvron et des paroisses environnantes se révoltent. Ils se rassemblent sur les landes de Moëre et marchent sur Savenay.

## L'arrestation et l'exécution de l'abbé Corbillé
L'arrestation et l'exécution de l'abbé Corbillé nous sont connues par le rapport écrit du commandant du détachement militaire qui vint à Bouvron, au village du Bezou, le 25 germinal de l'an II (14 avril 1794). 

Le sous-lieutenant Maret qui commande ce détachement se dirige vers la maison de Perrinne Couëron, veuve d'Antoine Guitton, au village du Bezou. La tradition orale rapporte que le prêtre avait été dénoncé auprès du district de Savenay par une personne du village des Aulnais surnommée "la  Vouigne". 
Procès verbal rendu par Maret, Commandant du détachement de Bouvron sousigné

Nous nous sommes détachés le 25 germinal 2°année républiquaine au village du Besou en la dite paroisse en la maison de la VVe Guitton avons trouvé un homme suspect se disant domestique de la dite maison; avons interrogé la dite VVe et sa fille qui nous ont dit qu'il était leur domestique, avons demandé aux voisins qui ont dit ne le connaitre; avons fait la perquisition dans la maison, avons vu trois carpes à bouillir, avons ouvert les armoires, avons trouvé une dizaine de biscuits au beurre et aux œufs dont les volontaires ont disposés, avons fait perquisition dans un lit, avons trouvé une douzaine de pommes reinettes enveloppées dans une serviette et dans un panier, une redinguotte à .... en ..., ensuite j'ai fermé les armoires et ai rendu les clefs à la dite VVe avec son portefeuille qui ne contenants que des assignats, je lui ai rendu en lui déclarant qu'elle et sa fille étaient en état d'arrestation. J'ai ensuitte mis la maison et les effets sous la responsabilité de Julien Guitton son voisin  et me suis retiré avec mon détachement.

Avons conduit l'homme suspect devant la municipalité, séants René Haubois, desmottes, maignants qui m'ont avoué le connaitre pour Corbiller prêtre et cy devant vicaire de Bouvron. Nous l'avons interrogé sur plusieurs article auxquelles il m'a répondu que vaguement, il a seulement demandé à etre confessé par un prêtre assermenté; Je me disposais à l'envoyer à Savenay. En attendant le départ je l'ai fait conduire à la  caserne, il a demandé à faire ses besoins, il a essayé de s'échapper, un volontaire court dessus et lui tire un coup de fusil, laisse son fusil pour courir, l'atrape aux cheveux et reçoit de sa part plusieurs coups de poing; ses camarades arrivent au secours et me le ramenent, à l'instant je l'ai fait fuisillier et vous ai envoyé ces deux coquines qui ne merittent aucunes indulgences. J'irai un de ces jours vous en donner de plus longs détails et vous dirai la manière dont s'est comportées la commune dans cette occasion
Ce que nous avons signés avec les municipaux présents
signatures
Maret, S-Lt, cdt le dtct [ Sous-Lieutenant commandant le détachement]
Haubois offi mpl [officier municipal] 
Desmot off mpl [officier municipal] 
Meignen off mpl [officier municipal]
Deligné Sgt [Sergent] 
Duval caporal
L'abbé Corbillé est inhumé sur place dans le cimetière qui entoure l'église. L'acte de décès n'est pas rédigé dans les registres d'état-civil de Bouvron. Plus tard un calvaire sera dressé devant la tombe qui sera recouverte d'une dalle d'ardoise.  
Perrine Couëron et sa fille Marie Guitton sont provisoirement épargnées. Elles sont emmenées à Savenay, et de là transférées à Nantes où elles sont emprisonnées à l'Hôtel-Dieu, renommé "Temple de l'Humanité". Perrine Couëron y est décédée le 9 mai 1794, 25 jours après son arrestation et sa fille Marie le 17 mai 1794, 8 jours après sa mère. 
Nous ne connaissons pas les conditions de leurs décès, si peu de temps après leur arrestation et à 8 jours d'intervalle. Pendant cette sinistre période appelée si justement la Terreur, l'officier de l'état-civil de la section "La Montagne et Scevola" de la ville de Nantes, enregistrait, avec 15 jours de retard, de nombreux actes de décès chaque jour. La plupart provenaient des déclarations de  l'économe du "Temple de l'Humanité" et de ceux déclarés à la prison du Bouffay où la guillotine était installée .
On peut se demander si le typhus qui sévissait alors dans les prisons nantaises surpeuplées ne condamna à mort les deux femmes avant même que le tribunal révolutionnaire, armé de sa guillotine, ne s'en saisisse.

## La place de l'Abbé-Corbillé
À l'époque où Nicolas Corbillé est fusillé, le cimetière entourait la vieille église. Seule une route importante traverse alors Bouvron, la route de Laval à Lavau. Au cours du XIXe siècle, trois chantiers majeurs viendront bousculer la configuration des lieux.
La création de la route de Nort à Pontchâteau (actuelle route départementale no 16) viendra rogner l'espace au nord de l'église. 
Peu après le cimetière est transféré à son emplacement actuel, 500 mètres plus à l'est, derrière la chapelle Saint-Mathurin. Lors de ce transfert, le corps de l'abbé Corbillé est exhumé et doit vraisemblablement rejoindre le nouveau cimetière. Sa pierre tombale, longtemps appuyée au dos de la chapelle Saint-Mathurin, aurait été brisée lors de la disparition de celle-ci en 1895.
Enfin, après de longues discussions, une nouvelle église est créée en 1895, à 150 mètres, à l'angle de la route de Savenay et de la route de Saint-Julien. L'ancienne église, démolie, devient la mairie jusqu'en 1945, avant d'être totalement rasée après les destructions dues aux tirs d'artillerie lors des combats de la poche de Saint-Nazaire en 1944 et 1945.
Lorsque le vieux cimetière, qui entourait l'église, est transféré, l'espace libéré devient une place. Lieu du martyre de l'abbé Corbillé, cette place porte depuis lors son nom.

## Monsieur Corbillé, pièce de théâtre  en 1956
Dans les années 1950, l'abbé Pierre Roberdel, natif des Aulnais en Bouvron et curé du Pouliguen, écrit une pièce de théâtre en six tableaux intitulée Monsieur Corbillé :
- Acte I - Au presbytère , L'orage qui monte, Pour ou contre la révolution ?
- Acte II - Devant l'église- L'élection du maire - L' ermite de Saint-Julien et ses enfants, l' arrivée des Bleus
- Acte III - Au village de la Haie - La Croix -  Monsieur le curé est arrêté, Que va faire Monsieur Corbillé ?
- Acte IV - À la mairie de Savenay - La Trahison - Où est Monsieur Corbillé ?  Ballet de la déesse Raison
- Acte V - Près de l'église - Le sang des martyrs  
  - 1° tableau - L'Arrestation - Deux martyrs, est-ce bien l'abbé Corbillé ?
  - 2° tableau - Le Martyre - La fuite, Dieu ne meurt pas ...
- Apothéose - À la gloire du martyr, en attendant sa béatification

La pièce est jouée par la troupe Saint-Sauveur de Bouvron composée de Bouvronnais, dans la nouvelle salle Sainte-Thérèse récemment construite.
Quatre séances ont lieu les dimanches 26 février et 11 mars 1956, les mercredis 29 février et 7 mars 1956.